# Pipat Thonkanya
Pipat Thonkanya (Thai: พิพัฒน์ ต้นกันยา, * 4. Januar 1979 in Bangkok) ist ein Fußballtrainer und ehemaliger Fußballspieler.

## Karriere

### Verein
Seine Karriere begann Pipat in der Jugendmannschaft des FC Raj-Pracha im Jahr 1997. Ab 1999 spielte er auch für den Seniorenmannschaft des Vereins, bis er Ende 2001 nach Vietnam in die V-League zu Boss Bình Định wechselte. Mit dem Verein konnte er seine ersten Titel feiern. Sowohl 2003 als auch 2004 gewann er mit dem Verein jeweils den Vietnamesischen Pokal. In seiner ersten Saison gelangen ihm außerdem neun Tore. Anschließend wechselte er innerhalb der Liga zum FC Đồng Tháp. Mit dem Verein stieg er 2005 jedoch in die zweite vietnamesische Liga ab. Nachdem er mit dem Verein den direkten Wiederaufstieg erreichen konnte und sein Vertrag ausgelaufen war, ging er zurück nach Thailand. Von 2006 bis 2007 spielte er für den ehemaligen AFC Champions League Finalisten BEC-Tero Sasana. 2008 konnte er seine erste Meisterschaft feiern. Nach seinem Wechsel von BEC-Tero zur FC PEA hatte er großen Anteil daran, dass sein neuer Verein den Titel holte. 2009 spielte er für den FC Thai Port. Mit dem Verein gewann er den thailändischen FA Cup. Dabei avancierte zum Helden des Finals. Im Elfmeterschießen verwandelte der den letzten und entscheidenden Elfmeter. Noch am selben Abend teilte er den Fans mit, dass er den Klub verlassen werde. Seit Oktober 2009 spielt er in der Indonesia Super League für Persisam Putra Samarinda. Mit seinem Tor zum 1:1 in der 80. Minute des Spiels gegen Persijap Jepara, gab er ein gelungenes Debüt.
2019 schloss er sich als Spielertrainer dem Viertligisten Pattaya Discovery United FC aus dem Seebad Pattaya an. Der Verein spielte in der dritten Liga, der Thai League 3. Hier spielte man in der Eastern Region.

### Nationalmannschaft
Für die Nationalmannschaft des Landes spielte er bereits das erste Mal im Jahr 2000. Er war im Kader des King’s Cup und nahm an der Endrunde der Fußball-Asienmeisterschafter 2000 und 2007 teil. Zudem gehörte er bei der ASEAN-Fußballmeisterschaft 2007 zum thailändischen Aufgebot.

## Auszeichnungen und Erfolge

### Erfolge als Spieler
Boss Bình Định
- Vietnamesischer Pokalsieger: 2003, 2004

Đồng Tháp
- Vietnamesischer Zweitligameister: 2006[4]

FC PEA
- Thailändischer Meister: 2008

FC Thai Port
- Thailändischer Pokalsieger: 2009

#### Nationalmannschaft
- King’s-Cup-Sieger: 2000
- Teilnahme an der Endrunde der Fußball-Asienmeisterschaft: 2000, 2007
- ASEAN-Fußballmeisterschaft: Sieger 2000, Finalist 2007

## Erläuterungen/Einzelnachweise
1. ↑  rsssf.org: Details der Saison mit Torschützenliste
2. ↑  jakartacasual.blogspot.com: Life's a riot with Thai v Thai
3. ↑  thaifootball.com: Kader mit Bild
4. ↑  rsssf.org: Details der Saison

1996/97: Amparnsuwan |
1997: Srimaka |
1998: Sayomchai |
1999: Suksomkit |
2000: Suksomkit |
2001/02: Srimaka / Kuldilok |
2002/03: Chaikamdee |
2003/04: Jankam |
2004/05: Chaikamdee / Jinajai |
2006: Thonkanya |
2007: Fabiano |
2008: Sangsanoi |
2009: Sangsanoi |
2010: Takam |
2011: Ohandza |
2012: Cleiton Silva / Dangda |
2013: González |
2014: Heberty |
2015: Diogo |
2016: Cleiton Silva |
2017: Bošković |
2018: Diogo |
2019: Doumbouya |
2020/21: Tardeli Reis |
2021/22: Hamilton |
2022/23: Chaided |
2023/24: Chaided |
2024/25: Bissoli
| Personendaten    | Personendaten                 |
| ---------------- | ----------------------------- |
| NAME             | Pipat Thonkanya               |
| KURZBESCHREIBUNG | thailändischer Fußballspieler |
| GEBURTSDATUM     | 4. Januar 1979                |
| GEBURTSORT       | Bangkok                       |